# Thelaira madecassa
Thelaira madecassa là một loài ruồi trong họ Tachinidae.